# Franz Lehár
Franz Lehár, avstrijski skladatelj madžarskega rodu, * 30. april 1870, Komorn, Avstro-Ogrska (danes Komárno, Slovaška), † 24. oktober 1948, Bad Ischl, Avstrija.

## Življenje
Rojen je bil v družini dirigenta vojaške godbe. Na konservatoriju v Pragi je študiral violino in kompozicijo, Antonín Leopold Dvořák pa mu je svetoval, naj se osredotoči na skladanje. Po diplomi leta 1899 se je pridružil očetovemu ansamblu na Dunaju kot asistent dirigenta. Leta 1902 je postal dirigent znamenitega dunajskega Theater an der Wien, kjer je v novembru istega leta uprizoril svojo prvo opereto Wiener Frauen. 
Lehar je najbolj poznan po svojih operetah, med najuspešnejše šteje Vesela vdova (Die lustige Witwe), komponiral pa je tudi sonate, simfonične pesnitve, koračnice in številne valčke (najpopularnejši je Gold und Silber, skomponiran za »Zlatosrebrni« ples, ki ga je priredila princesa von Metternich januarja 1902); nekateri valčki so izvzeti iz njegovih operet. Nekatere arije posameznih operet so postale železni repertoar opernih in koncertnih pevcev, npr. »Vilja« iz Vesele vdove in »Dein ist mein ganzes Herz« (slov. Vse moje srce je tvoje) iz operete Dežela smehljaja.
Lehár je sodeloval tudi z znamenitim tenoristom Richardom Tauberjem, ki je pel glavne vloge v številnih njegovih operetah, začenši s Frasquito leta 1922. Med letoma 1925 in 1934 je zanj oz. specifično za njegov glas napisal šest operet. Leta 1935 je ustanovil svojo lastno založniško hišo, da bi si lahko zagotovil boljši pregled nad izvajalskimi in avtorskimi pravicami svojih del. Leta 1940 je postal častni meščan kraja Sopron. Leta 1947 je Lehar dirigiral uverture in valčke svojih operet züriškemu orkestru Tonhalle v projektu arhivnih snemanj glasbe za britansko založbo Decca (plošče 78-rpm). Za tedanji čas so posnetki izjemno kvalitetni, saj so bili izdelani s pomočjo tedaj pionirske tehnike hi-fi.
Umrl je leta 1948 v Bad Ischlu na Salzburškem.

## Operete
Popoln seznam njegovih del se nahaja tukaj.
- Wiener Frauen, 21. november 1902, Theater an der Wien, Dunaj
- Der Rastelbinder, 20. december 1902, Carl Theater, Dunaj
- Der Göttergatte, 20. januar 1904, Carl Theater, Dunaj
- Die Juxheirat, 21. december 1904, Theater an der Wien, Dunaj
- Vesela vdova, 30. december 1905, Theater an der Wien, Dunaj
- Das Fürstenkind, 7. oktober 1909, Johann Strauß Theater, Dunaj
- Der Graf von Luxemburg, 12. november 1909, Theater an der Wien, Dunaj
- Zigeunerliebe, 8. januar 1910, Carl Theater, Dunaj
- Eva, 24. november 1911, Theater an der Wien, Dunaj
- Endlich allein, 30. januar 1914, Theater an der Wien, Dunaj
- Wo die Lerche singt, 1. februar 1918, Royal Opera Budimpešta
- Die blaue Mazur, 28. maj 1920, Theater an der Wien, Dunaj
- Frasquita, 12. maj 1922, Theater an der Wien, Dunaj
- Paganini, 30. oktober 1925, Johann Strauß Theater, Dunaj
- Der Zarewitsch, 26. februar 1926, Metropol Theater Berlin
- Friederike, 4. oktober 1928, Metropol Theater Berlin
- Dežela smehljaja, 10. oktober 1929, Metropol Theater Berlin
- Schön ist die Welt, 3. december 1930, Metropol Theater Berlin
- Giuditta, 20. januar 1934, Dunajska državna opera